# Курдюмов, Георгий Вячеславович
Гео́ргий Вячесла́вович Курдю́мов (1 [14] февраля 1902, Рыльск — 6 июля 1996, Москва) — советский учёный, специалист в области физического металловедения.
Действительный член АН УССР (1939). Действительный член АН СССР (1953, член-корреспондент с 1946). Член Президиума АН СССР (1939—1948).
Доктор физико-математических наук (1937), профессор (1934). Герой Социалистического Труда (1969).

## Биография

### Ранние годы
Родился в семье священника.
В 1909—1912 году учился в начальном училище, затем в Шелеховской мужской гимназии. В 1919 году работал волостным школьным инспектором, а затем преподавал в Красноармейской школе.

### Учёба в Петрограде
Окончил Ленинградский политехнический институт (1926). В 1925—1932 годах работал в Ленинградском физико-техническом институте.

### Стажировка за границей
В 1930 году был включён в группу из 220 советских учёных, которым было разрешено выехать за границу. Он работал в Берлине у немецкого металлурга Георга Закса. Закс создал метод выращивания монокристаллов сплавов на основе меди, и Курдюмов быстро нашёл способ, как применить этот метод к выращиванию кристаллов аустенита.

### Организация Днепропетровского физико-технического института
С 1932 года работал в Днепропетровском физико-техническом институте (ДФТИ). Директор ДФТИ в период с 1937 по 1944 год (c августа 1941 года — в эвакуации в Магнитогорске). После реорганизации ДФТИ — директор Института металловедения и физики металлов (1944—1978). Директор-основатель Института физики твёрдого тела АН СССР (с 1962 года). Был главным редактором журнала «Вестник НАН Украины».
Был одним из академиков АН СССР, подписавших в 1973 году письмо учёных в газету «Правда» с осуждением «поведения академика А. Д. Сахарова». В письме Сахаров обвинялся в том, что он «выступил с рядом заявлений, порочащих государственный строй, внешнюю и внутреннюю политику Советского Союза», а его правозащитную деятельность академики оценивали как «порочащую честь и достоинство советского учёного».
Уточним, что через 10 лет в своём письме, обнародованном в американском журнале Foreign Affairs («Международные отношения»), А. Д. Сахаров публично призывал США и Запад «ни при каких обстоятельствах не соглашаться с какими-либо ограничениями в гонке вооружений, ядерных в первую очередь» и призывал их к продолжению милитаристического курса и к достижению военного превосходства над СССР. Другой подписант последовавшего ответного письма советских учёных по этому поводу (в газету «Известия» от 2.7.1983), акад. А. А. Дородницын объяснил свою гражданскую позицию словами: «Можно не любить это правительство, но нельзя призывать бомбить собственный народ».
Входил в Межгосударственный координационный совет (МКС) по физике прочности и пластичности материалов.
Похоронен в Дарьино (Одинцовский район).

## Семья
- Отец — Курдюмов Вячеслав Григорьевич (1873—1948) — священник г. Рыльска[9][10]
- Мать — Орловская-Драевская Ольга Константиновна (1878—1954)
- Жена — Стеллецкая Татьяна Ивановна (1904—1993)

## Научная работа
Выполнил основополагающие работы по изучению мартенситных превращений в кристаллических материалах, имеющие фундаментальное значение для теории фазовых превращений и термической обработки сталей и сплавов. Совместно с сотрудниками изучил механизм и кинетику превращения аустенита в мартенсит. Открыл бездиффузионные фазовые превращения. Внёс крупный вклад в развитие физического металловедения, физики пластической деформации, упрочнения и разупрочнения, легирования, и новых методов эксперимента.

## Публикации
- Отпускная хрупкость конструкционных сталей. — М., 1945 (совм. с Р. И. Энтиным).
- Применение радиоактивных изотопов для изучения диффузии и междуатомного взаимодействия в сплавах / Г. В. Курдюмов. — Москва : [б. и.], 1955. — 16 с. : черт.; 22 см. — (Доклады, представленные СССР на Международную конференцию по мирному использованию атомной энергии).
- Явления закалки и отпуска стали. — М., 1960.
- Превращения в железе и стали / Г. В. Курдюмов, Л. М. Утевский, Р. И. Энтин ; АН СССР, Отд-ние общей физики и астрономии. — Москва : Наука, 1977. — 238 с. : ил.; 26 см.

### Под его редакцией
- Металлургия и металловедение / [Ред. коллегия: Г. В. Курдюмов (отв. ред.) и др.]. — Москва : Изд-во Акад. наук СССР, 1958. — 518 с. : ил.; 26 см. — (Труды Всесоюзной научно-технической конференции по применению радиоактивных и стабильных изотопов и излучений в народном хозяйстве и науке. (4-12 апреля 1957 г.)/ Акад. наук СССР. Глав. упр. по использованию атомной энергетики при Совете Министров СССР).
- Высокие давления в современных технологиях обработки материалов / Б. И. Береснев, К. И. Езерский, Е. В. Трушин, Б. И. Каменецкий; Отв. ред. Г. В. Курдюмов; АН СССР, Урал. отд-ние, Ин-т физики металлов. — М. : Наука, 1988. — 244,[1] с. : ил.; 22 см; ISBN 5-02-005968-4

## Награды
- Герой Социалистического Труда (1969)
- 5 орденов Ленина (27.03.1954, 1962, 1969, 1975, 1982)
- Орден Октябрьской Революции (1972)
- 2 ордена Трудового Красного Знамени (1945, 1958)
- Сталинская премия первой степени (1949)
- Золотая медаль им. Д. К. Чернова АН СССР (1979) — за цикл работ по мартенситным превращениям и структуре мартенсита, выполненных в 1950−79 гг.

## Память
- В память Курдюмова его имя присвоено Институту металлофизики НАН Украины,
- Президиум НАН Украины учредил премию им. Г.В. Курдюмова.
- IX Международная конференция «Фазовые превращения и прочность кристаллов» (ФППК-2016) памяти академика Г. В. Курдюмова 7-11 ноября 2016 года, Черноголовка[11]